# Comber
Comber is een plaats in het Noord-Ierse graafschap County Down. De plaats ligt aan de kustlijn van Strangford Lough en telde 8.933 inwoners in 2001.

## Geboren
- Thomas Andrews (1873-1912), scheepsbouwkundige en hoofdontwerper van het schip Titanic

Ballyhalbert · Ballywalter · Banbridge · Bryansford · Carryduff · Castlewellan · Comber · Crawfordsburn · Donaghadee · Downpatrick · Dromara · Dundonald · Gilnahirk · Gransha · Greyabbey · Holywood · Helen's Bay · Kilkeel · Lisburn · Newry (oost) · Newtownards · Seahill · Warrenpoint